# Revenido
O revenimento (português brasileiro) ou revenido (português europeu) na metalurgia é um tipo de tratamento térmico efetuado em aços. O processo de revenimento consiste em aquecer o material a partir da temperatura ambiente até uma certa temperatura, mantendo-o por determinado tempo nesta temperatura alvo, e então resfria-se ao ar. O revenimento tem como um de seus objetivos aliviar tensões residuais, amolecendo o material e aumentando sua tenacidade. Os parâmetros de temperatura alvo e o tempo de manutenção nesta temperatura influenciam em o quanto deseja-se aliviar de tensão no material, afetando as propriedades finais do material. Portanto, deve-se estudar e definir qual a temperatura e o tempo de tratamento para cada material analisado. Este tratamento térmico normalmente é utilizado após tratamento de têmpera. Entende-se que o processo de revenimento é feito a partir de uma microestrutura inicial de bainita e/ou martensita.

## Introdução
O tratamento térmico de revenimento usualmente é aplicado em ligas ferrosas, tais como aços ou ferros fundidos. O processo de revenimento acarreta em um alívio de tensões residuais do material levando usualmente à uma diminuição em sua dureza. Este alívio de tensões é acompanhado de um aumento na ductilidade do material, um aumento em sua tenacidade, e uma redução da fragilidade. O revenimento (tempering em inglês) normalmente é feito após o tratamento térmico de têmpera (quenching em inglês), sendo a combinação destes dois conhecida como tratamento Q&T por sua sigla em inglês. Primeiramente, o processo de têmpera é obtido com um resfriamento rápido, por exemplo em água, obtendo assim uma condição extremamente dura, com diversos defeitos cristalinos sendo introduzidos na estrutura, e composta com uma alta quantidade de discordâncias na microestrutura. Então, nessa configuração de alta dureza (ou temperada) realiza-se o revenimento de modo a reduzir a dureza e aliviar a estrutura do material. O revenimento aplicado, portanto, reduz essa alta dureza associada à uma microestrutura temperada. O revenimento pode ser realizado como subcrítico, quando é realizado abaixo da temperatura crítica, ou intercrítico, quando é realizado dentro do campo de temperaturas de críticas. Usualmente não se realiza revenimento acima da faixa superior do campo intercrítico.

## Processo de revenimento
A têmpera deixa o aço mais frágil (com menor resistência ao choque) e cria tensões internas, o que é corrigido pelo revenimento, que consiste em reaquecer a peça temperada a uma temperatura muito inferior à da têmpera (zona crítica-fase austenítica).
A temperatura de revenimento e o tempo de manutenção desta temperatura influem decisivamente nas propriedades finais obtidas no aço: tanto maior o tempo e/ou tanto maior a temperatura, mais dúctil se tornará o aço. Os elementos de liga do aço também influem no revenimento, mudando o seu comportamento no processo (endurecimento secundário).
A temperatura de revenimento normalmente situa-se entre 150°C e 600°C e o tempo de processo entre 1h e 3h. Todavia, quanto maior a temperatura empregada, mais o revenimento tenderá a reduzir a dureza original obtida na têmpera.
O revenimento aumenta a ductilidade e a elasticidade do aço e é usado especialmente na fabricação de molas.
Esse tratamento é efectuado logo após a têmpera, para atenuar estes efeitos negativos.